# Nektriové usychání větví

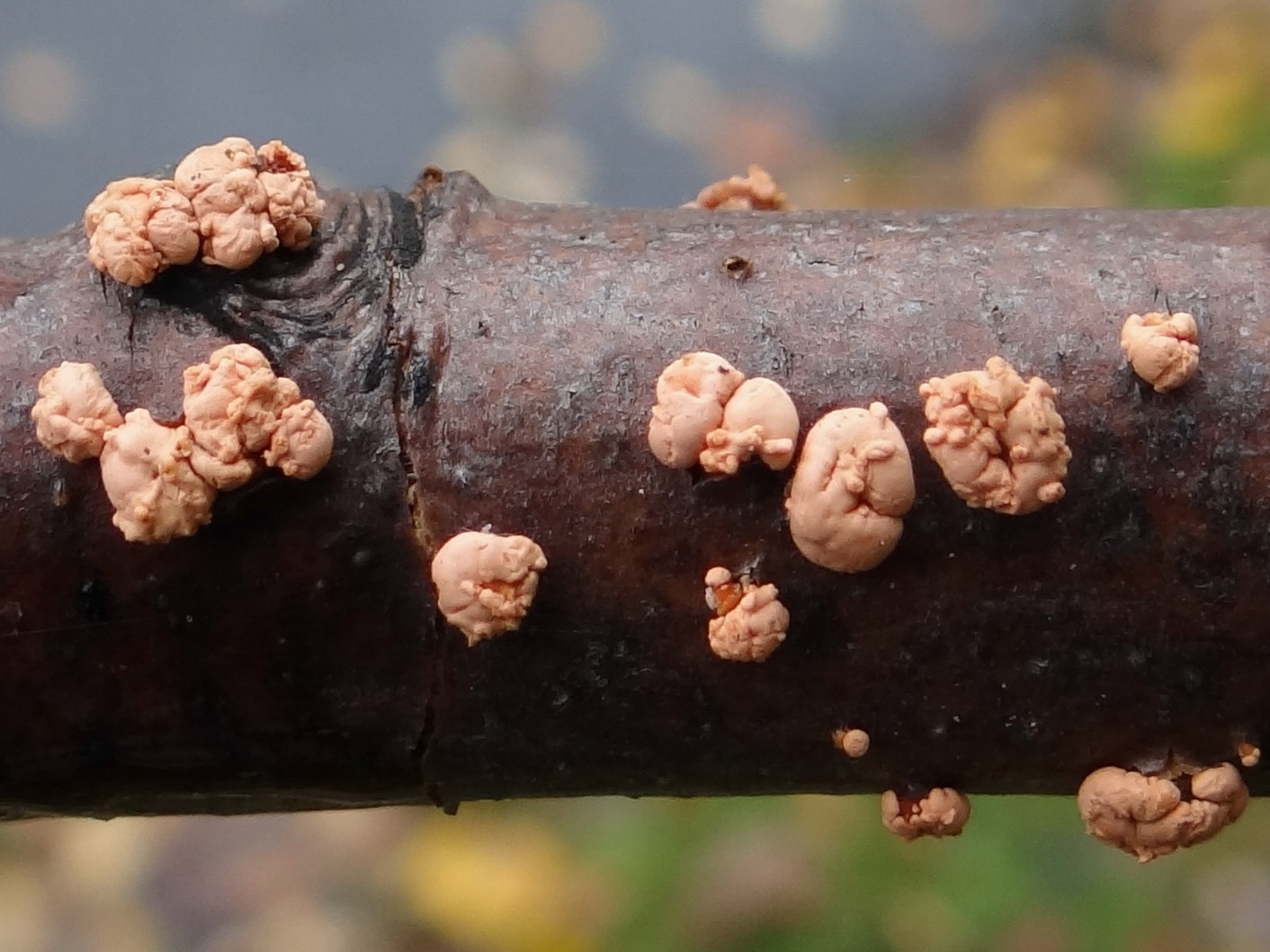
Plodnice na větvi.

Nektriové usychání větví je chorobou způsobenou hlívenkou rumělkovou (Nectria cinnabarina) a Tubercularia vulgaris. Houba patří do čeledě rážovkovité Nectriaceae.

## Synonyma patogena
Nectria cinnabarina byla původně popsána jako Sphaeria cinnabarina podle Tode (1791). Fries (1849) Sphaeria cinnabarina, změnil na Nectria.
Vzhledem ke své morfologické různorodosti (je známo 20 odrůd a forem Nectria cinnabarina) existují stejně četné synonyma.

### Vědecké názvy
Podle biolib.cz je pro patogena s označením hlívenkou rumělkovou (Nectria cinnabarina) používáno více rozdílných názvů, například Cucurbitaria cinnabarina nebo Sphaeria ochracea.

### České názvy
Podle biolib.cz.
- rážovka rumělková
- hlívenka obecná
- rážovka ruměnná

## Rozšíření
Tento druh je široce rozšířený a vyskytuje se v Evropě a Severní Americe.

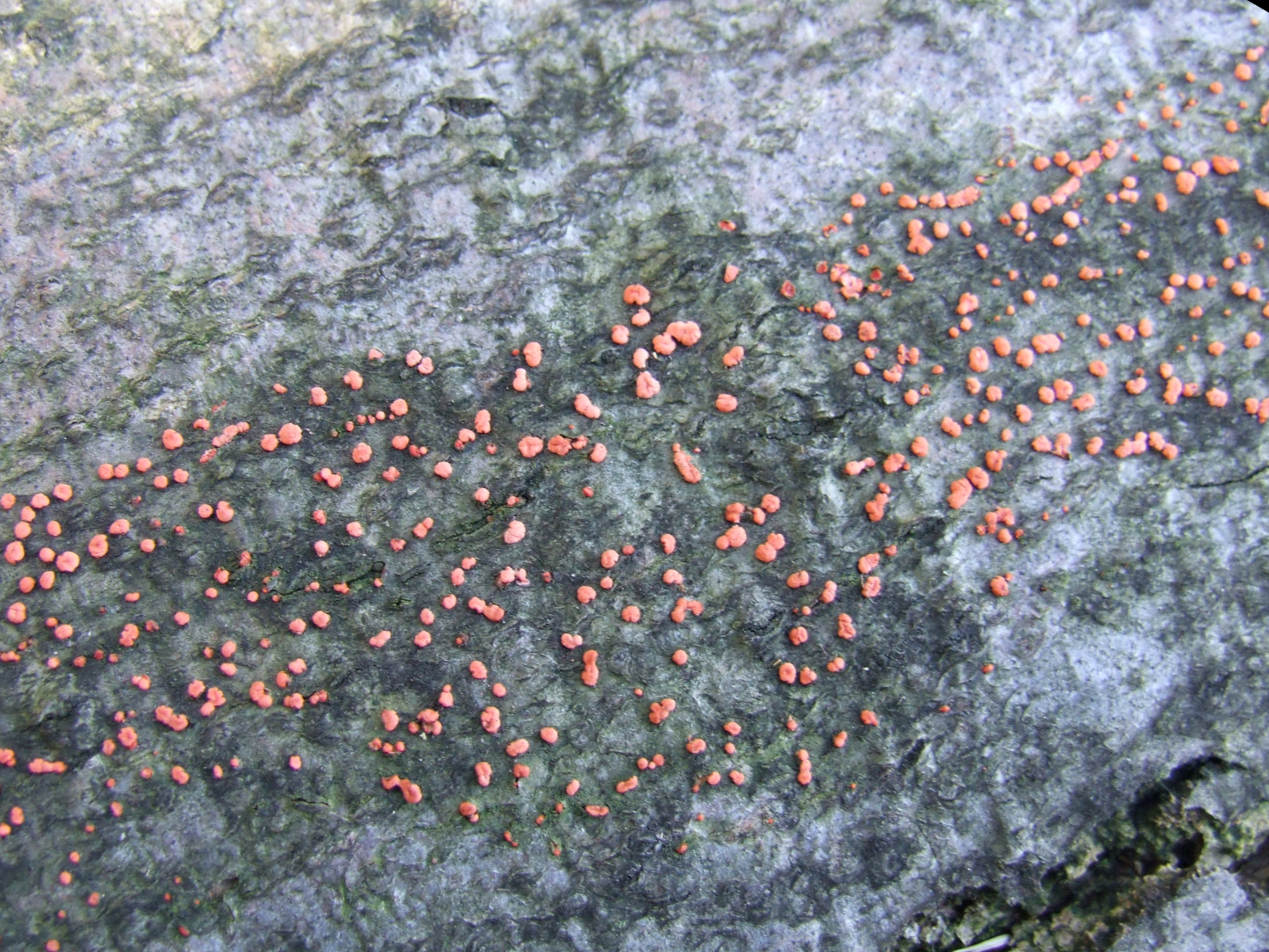
Plodnice na borce.

## Rozšíření v Česku
V ČR je běžným patogenem, který obvykle žije jako saprofyt na odumřelých částech rostlin, ale může napadat živé oslabené rostliny.

## Hostitel
Všechny listnaté stromy, především javor, dub, lípa, habr, jilm. a ořešák.

## Příznaky a biologie
Počáteční příznaky infekce se obvykle objeví na jaře s náhlým vadnutí listů nebo opadem listů po vyrašení. Choroba je obvykle spojována s ranami nebo s usycháním větví u kmene a může poškozovat i menší větve. Kůra na větvích usychá a popraská.
Nejtypičtějším příznakem infekce je přítomnost oranžovo-růžově zbarvených plodnic. Patogen napadá oslabené dřeviny.

## Význam
Odumírání kůry a větví. Nectria cinnabarina působí většinou jako saprofyt, avšak příležitostně napadá kmeny a větve oslabené mechanickým poškozením nebo dřeviny vystavené fyziologickému stresu nebo chorobě. Poškození této houby je často pozorováno na nedávno roubovaných okrasných keřích a stromech.

## Ochrana rostlin

### Prevence
Odstraňování suchých a odumřelých částí rostlin. Odstranění napadených částí rostlin. Vyvážená výživa a vhodné stanoviště. Zamezení poranění a pečlivé ošetření ran.

### Chemická ochrana
Fungicidy vykazují na chorobu jen malý vliv.